# Центральное командование Вооружённых сил США

Война в Персидском заливе (1990—1991)

Центральное командование США (англ. United States Central Command; USCENTCOM или CENTCOM) — единое командование в составе Вооружённых Сил США, отвечающее за планирование операций и управление американскими войсками в случае военных действий в регионах Среднего Востока, Восточной Африки и Центральной Азии. Центральное командование было организовано 1 января 1983 года и является одной из одиннадцати подобных структур в составе министерства обороны США. Главный штаб расположен на авиабазе Макдилл (Тампа, Флорида). Передовой штаб командования с 2002 года находится на авиабазе Аль-Удейд в окрестностях города Доха в Катаре.
Зона ответственности Центрального командования распространяется на территорию 21 страны (Афганистан, Бахрейн, Египет, Израиль, Иордания, Ирак, Иран, Йемен, Казахстан, Катар, Кувейт, Кыргызстан, Ливан, ОАЭ, Оман, Пакистан, Саудовская Аравия, Сирия, Таджикистан, Туркменистан, Узбекистан), а также международные воды (Красное море, Персидский залив, западная часть Индийского океана).
Центральному командованию подчиняется штаб Пятого флота в Бахрейне, который отвечает за координацию действий с международной коалицией по безопасности мореходства.
В 2019 году Высшим советом национальной безопасности Ирана Центральное командование признано террористической организацией.

## История
Иранская революция 1979 года и ввод советских войск в Афганистан заставили Пентагон учредить на Ближнем Востоке Центральное командование (так называемую единую группировку сил быстрого реагирования).
Ирано-иракская война и борьба с минами в Персидском заливе стали первыми боевыми операциями Центрального командования. В 1987 году американские моряки взяли под свою защиту 11 танкеров государства Кувейт. В 1990 году после нападения на Кувейт армии Саддама Хусейна бронетанковые дивизии США были переброшены из Германии на южные границы Ирака. 17 января 1991 года началась операция «Буря в пустыне», в ходе которой территория Кувейта была освобождена, а иракские части полностью разбиты к 27 февраля.
Террористические атаки 11 сентября 2001 года стали прологом к международной войне против терроризма, также известной в странах НАТО как операция «Несокрушимая свобода». 7 октября 2001 началось вторжение стран Альянса в Афганистан. 19 марта 2003 возобновилась американо-иракская война. 13 декабря 2003 года в маленькой деревеньке возле Тикрита подразделения 4-й пехотной дивизии США задержали бородатого старца, в котором вскоре опознали некогда грозного правителя страны Саддама Хусейна. После ряда судебных процессов бывший президент Ирака был казнён через повешение 30 декабря 2006 года.

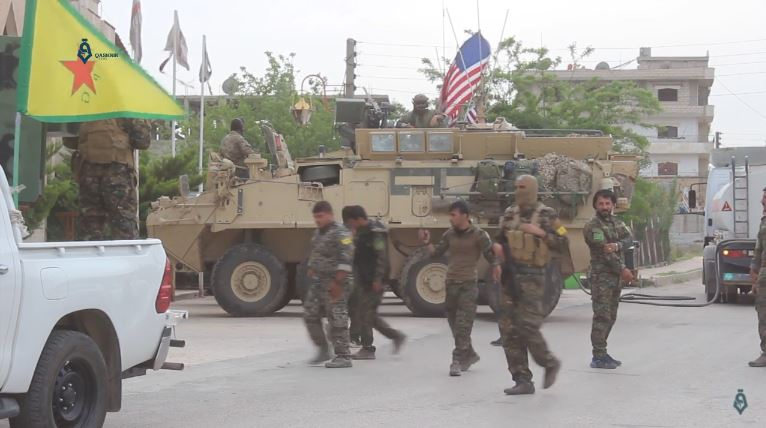
Курдские и американские военные, Сирия, май 2017

Рождение Исламского Государства Ирака и Леванта летом 2014 года способствовало созданию новой военной коалиции против арабских террористических отрядов. Силы Центрального командования заняли сначала Иракский, а осенью 2014 года и Сирийский Курдистан.
Обострение американо-иранских взаимоотношений пришлось на декабрь 2019 года. После поражения на выборах республиканской администрации Д.Трампа наблюдаются определённые уступки местным политическим силам; так, например, летом 2021 года были выведены все американские войска из Афганистана, к декабрю 2021 года закончила свою деятельность совместная объединённая оперативная группа — операция «Непоколебимая решимость» в Багдаде, оставив только около 2,5 тысяч военных советников на базах вокруг Эрбиля.

## Состав

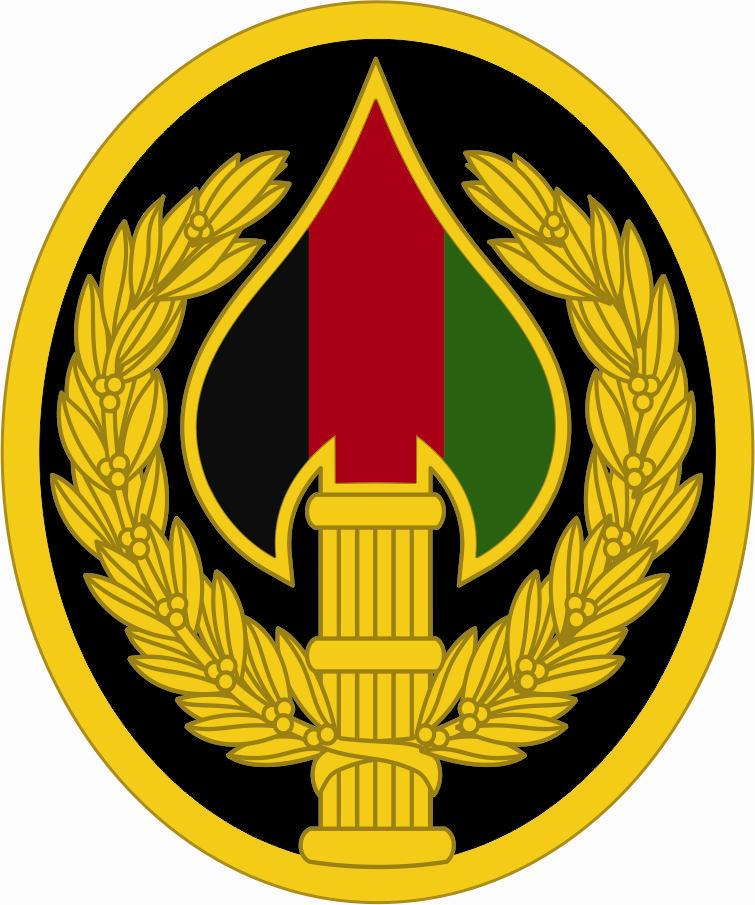
Знак спецназа (2001—2021)

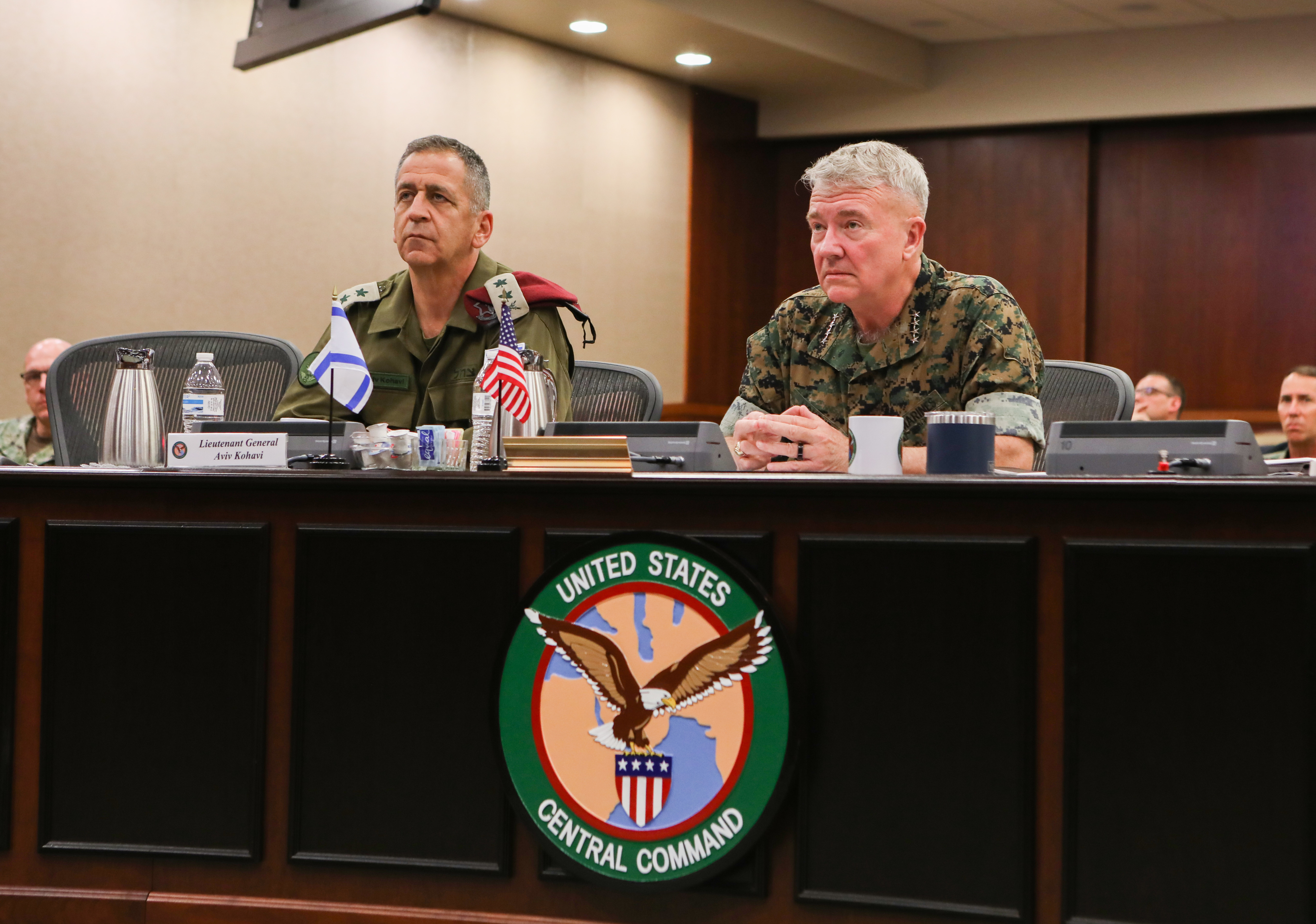
Совместная пресс-конференция генерала МакКензи и Начальника Генерального штаба Армии обороны Израиля

В настоящее время в ведении Центрального командования находятся все военные операции США в Ираке, Сирии, Йемене и Афганистане.
- Центральное командование Армии США (United States Army Central (ARCENT)) — дислокация штаба на авиабазе Шоу (Южная Каролина)
- Центральное командование сил морской пехоты США (United States Marine Forces Central Command) — дислокация штаба на авиабазе Макдилл (Флорида).
- Центральное командование ВМС США (United States Naval Forces Central Command) — дислокация штаба на главной оперативной базе Бахрейн (Бахрейн).
- Центральное командование ВВС США (United States Air Forces Central Command) — дислокация штаба на авиабазе Шоу (Южная Каролина)
- Центральное командование специальных операций США (Special Operations Command Central) — дислокация штаба Кабул (Афганистан).

## Главы Центрального командования

Жёлтым цветом — зона ответственности CENTCOM.

| 1.      |  | Генерал Роберт Кингстон         | Армия США                 | 1 января 1983   | 27 ноября 1985  |
| 2.      |  | Генерал Джордж Крист            | Корпус морской пехоты США | 27 ноября 1985  | 23 ноября 1988  |
| 3.      |  | Генерал Норман Шварцкопф-мл.    | Армия США                 | 23 ноября 1988  | 9 августа 1991  |
| 4.      |  | Генерал Джозеф Хоар             | Корпус морской пехоты США | 9 августа 1991  | 5 августа 1994  |
| 5.      |  | Генерал Бинфорд Пей III         | Армия США                 | 5 августа 1994  | 13 августа 1997 |
| 6.      |  | Генерал Энтони Зинни            | Корпус морской пехоты США | 13 августа 1997 | 6 июля 2000     |
| 7.      |  | Генерал Томми Фрэнкс            | Армия США                 | 6 июля 2000     | 7 июля 2003     |
| 8.      |  | Генерал Джон Абизаид            | Армия США                 | 7 июля 2003     | 16 марта 2007   |
| 9.      |  | Адмирал Уильям Фэллон           | ВМС США                   | 16 марта 2007   | 28 марта 2008   |
| (и. о.) |  | Генерал-лейтенант Мартин Демпси | Армия США                 | 28 марта 2008   | 31 октября 2008 |
| 10.     |  | Генерал Дэвид Петреус           | Армия США                 | 31 октября 2008 | 30 июня 2010    |
| (и. о.) |  | Генерал-лейтенант Джон Аллен    | Корпус морской пехоты США | 30 июня 2010    | 11 августа 2010 |
| 11.     |  | Генерал Джеймс Мэттис           | Корпус морской пехоты США | 11 августа 2010 | 22 марта 2013   |
| 12.     |  | Генерал Ллойд Остин             | Армия США                 | 22 марта 2013   | 30 марта 2016   |
| 13.     |  | Генерал Джозеф Вотел            | Армия США                 | 30 марта 2016   | 28 марта 2019   |
| 14.     |  | Генерал Кеннет Маккензи         | Корпус морской пехоты США | 28 марта 2019   | 1 апреля 2022   |
| 15.     |  | Генерал Майкл Курилла           | Армия США                 | 1 апреля 2022   | 8 августа 2025  |
| 16.     |  | Адмирал Брэд Купер              | ВМС США                   | 8 августа 2025  |                 |